# Pragaash
Pragaash (кашм. प्रागाश्, prāgāsh — «лунный свет») — индийская женская рок-группа из Кашмира, образованная тремя девушками-мусульманками, обучавшимися в католической школе Presentation Convent High School.
Группа была сформирована в декабре 2012 года и вызвала ряд споров у исламских учёных, которые утверждали, что участницы группы якобы нарушают нормы ислама. Вся группа получала угрозы смерти, изнасилования и подвергалась прочему психологическому давлению, а получение фетвы от верховного муфтия и вовсе привело к распаду коллектива.

## История
Первое публичное выступление группы состоялось 10 декабря 2012 года, на конкурсе Battle of Bands, проходившем в Сринагаре. Там музыканты получили награду за «Лучшее выступление» (англ. Best Performance).

### Угрозы расправы
Вскоре после выступления в Battle of Bands члены группы начали получать сообщения с угрозами убийства и изнасилования на свои аккаунты в Фейсбуке и на мобильные телефоны. Главный муфтий Башруддин Ахмад публично раскритиковал группу, заявив, что их поведение было неприличным, прокомментировав: «Подобный вид несерьёзной деятельности может стать первым шагом на пути к нашему разрушению». 3 февраля 2013 года он издал фетву против группы, сообщив, что их музыка плоха для общества и что «все плохие вещи в индийском обществе происходят из-за музыки». В этом же месяце полицией были задержаны трое человек, подозревавшихся в отправлении угроз, им были предъявлены обвинения в содействии межклассовой вражде и запугивании.
Группа получила большую поддержку в интернете, в том числе и от главного министра Омара Абдуллы, который предлагал также и защиту в своих сообщениях в Твиттере. Однако позже он удалил эти твиты.

## Бывшие участники
- Нома Назир Бхатт: вокал, гитара
- Фара Диба: ударные
- Аника Халид: бас-гитара